# Idioneura celioi
Idioneura celioi là loài chuồn chuồn trong họ Protoneuridae. Loài này được Lencioni mô tả khoa học đầu tiên năm 2009.